# Peter Holzwarth
Peter Holzwarth ist ein deutscher Drehbuchautor und gelegentlicher Kleindarsteller.

## Leben und Karriere
Holzwarth ist seit den frühen 2000er-Jahren als Drehbuchautor für das deutsche Fernsehen tätig. Er wirkte an zahlreichen Serienproduktionen mit, darunter sowohl tägliche Formate als auch Prime-Time-Serien.

## Drehbücher
- Unter uns – Drehbuch
- Verbotene Liebe (2003–2012) – Head Writer Story, Head Writer Script, Storyliner[1]
- Alles was zählt (2006–2009) – Autor
- Tatverdacht – Team Frankfurt ermittelt (2018) – Drehbuch[2]
- Lifelines (2018) – Autor
- Hotel Mondial (2023) – Drehbuch[3]